# Chelsea Peretti

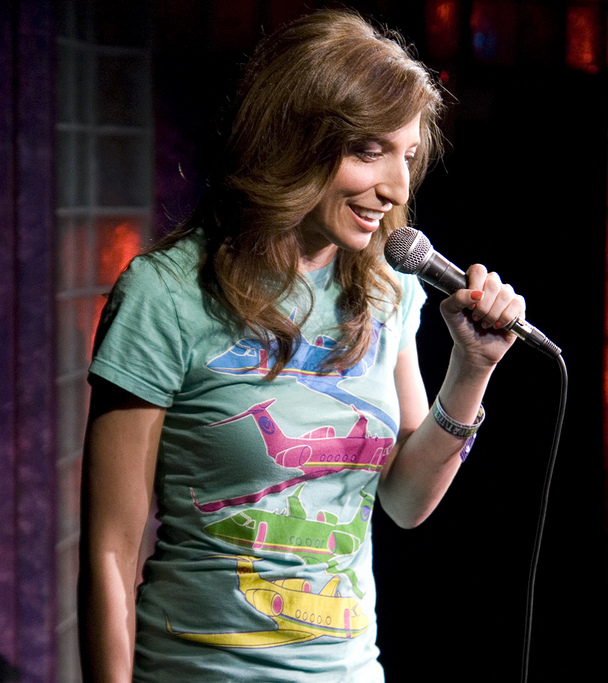
Chelsea Peretti (2010)

Chelsea Peretti (ur. 20 lutego 1978 w hrabstwie Contra Costa) – amerykańska aktorka, komiczka i scenarzystka specjalizująca się w stand-upie. Występuje w jednej z głównych ról w wielokrotnie nagradzanym serialu Brooklyn 9-9.

## Życiorys
Urodziła się 20 lutego 1978 w kalifornijskim hrabstwie Contra Costa jako Chelsea Vanessa Peretti. Wychowywała się w kalifornijskim Oakland, gdzie chodziła do szkoły średniej. Od 1996 studiowała na nowojorskim Barnard College.
Jest komiczką specjalizującą się w stand-upie, występuje w klubach komediowych, teatrach i na festiwalach w całych Stanach Zjednoczonych, głównie w Los Angeles.
Udzieliła swojego głosu Lori w grze Grand Theft Auto IV, wystąpiła w epizodycznych rolach w wielu serialach m.in.: Louie, Parks and Recreation czy Key & Peele. W latach 2013–2015 występowała w serialu Kroll Show. Od 2013 występuje jako Gina Linetti w serialu telewizji Fox – Brooklyn 9-9, wystąpiła w 94 z 97 odcinków.
Jest także autorką scenariuszy, m.in. odcinków Kroll Show, Parks and Recreation, Saturday Night Live, Sarah Silverman Program.
W 2014 magazyn Paste uznał jej konto na Twitterze za jedno z 75 najlepszych (The 75 Best Twitter Accounts of 2014).
Wystąpiła w filmach Popstar: Never Stop Never Stopping (2016) i Wieczór gier (2018).

## Życie prywatne
Jej bratem jest Jonah Peretti, współzałożyciel The Huffington Post i BuzzFeed. Współpracowała z bratem przy dwóch satyrycznych projektach internetowych, a w latach 2005–2006 publikowała teksty w Huffington Post.
W dzieciństwie zaprzyjaźniła się z Andym Sambergiem, z którym występowała w serialu Brooklyn 9-9 czy filmie Popstar: Never Stop Never Stopping. Publikuje cotygodniowe podcasty i jest aktywna w mediach społecznościowych.
W 2016 wyszła za mąż za aktora i komika Jordana Peele’a. W 2017 urodził się im syn Beaumont Gino.

## Filmografia
Jeśli nie zaznaczone inaczej – opracowane na podstawie IMDb.

### Seriale
- 2010: Louie jako Date (1 odcinek)
- 2012: Parks and Recreation jako Zelda (1 odcinek)
- 2013-2021: Brooklyn 9-9 jako Gina Linetti (główna rola, 94 odcinki)
- 2013–2015:  Kroll Show jako Farley (6 odcinków) oraz jako pracownia (1 odcinek)
- 2014: Key & Peele jako prezenterka pokazu sztuki
- 2016: Jess i chłopaki jako Gina Linetti (1 odcinek, crossover z Brooklyn 9-9)
- 2017: Dziewczyny jako Chelsea (1 odcinek)
- Tosh.0[4]

### Filmy
- 2007: Twisted Fortune jako Rachel
- 2016: Popstar: Never Stop Never Stopping jako reporterka CMZ
- 2018: Wieczór gier jako Glenda

### Role głosowe
- 2008: Grand Theft Auto IV jako Lori (gra komputerowa)
- 2011–2015: China, IL jako  Crystal Peppers / Kim Buckett (14 odcinków)
- 2015: Wodogrzmoty Małe jako Darlene (1 odcinek)
- 2016: Future-Worm! jako Ennuisha (2 odcinki)
- 2017–2019: Big Mouth (11 odcinków)
- 2023: Mój tata jest łowcą kosmitów jako Pam, kierowniczka Konglomeratu

### Jako scenarzystka
- Kroll Show
- Parks and Recreation
- Saturday Night Live
- Sarah Silverman Program
- Funny as Hell